# Хайнрих V фон Кесел-Бройч
Хайнрих V фон Кесел-Бройч (на немски: Heinrich V, Graf von Kessel-Broich; на латински: „Henricus comes de Kessele“; † 5 септември 1285) е граф на Кесел в провинция Лимбург в Нидерландия
и на Бройч в област Юлих в Северен Рейн-Вестфалия. Графството Кесел се намира на река Маас.
Той е син на граф Вилхелм фон Кесел († 1260/1262) и съпругата му фон Лимбург или фон Васенберг. Внук е на граф Хайнрих IV фон Кесел († сл. 1219) и Отеленда (Удалхилдис) фон Хаймбах († сл. 1222).

## Фамилия
Хайнрих V фон Кесел-Бройч се жени за Гертруд фон дер Щресен († сл. 28 септември 1281). Те нямат деца.
Хайнрих V фон Кесел-Бройч се жени втори път пр. 1285 г. за Лиза фон Вирнебург († сл. 2 януари 1304), дъщеря на граф Хайнрих I фон Вирнебург († сл. 1298) и Понцета фон Обершайн († 1311). Тя е сестра на Хайнрих II фон Вирнебург († 1332), архиепископ и курфюрст на Кьолн (1304 – 1332). Те нямат деца.
Вдовицата му Лиза фон Вирнебург се омъжва втори път на 18 март 1286 г. за граф Дитрих Луф II фон Клеве-Хюлхрат (ок. 1262 – 1308/1309) и има с него 11 деца.